# Michele Bianco
Michele Bianco (Miglionico, 2 agosto 1895 – Matera, 26 marzo 1981) è stato un politico e avvocato italiano.

## Biografia
Studiò al Liceo Ginnasio di Matera e nel 1920 si laureò in Giurisprudenza all'Università di Napoli. Combattente durante la prima guerra mondiale, fu prigioniero in Germania.
Rientrato in Italia dopo la guerra, fu eletto consigliere comunale e provinciale per il Partito Socialista Italiano, ma a causa delle persecuzioni dei fascisti lasciò la Basilicata e si stabilì a Napoli, dove nel 1924 fondò insieme ad Amadeo Bordiga la rivista Promèteo.
Nello stesso anno insieme ai terzinternazionalisti del PSI confluì nel Partito Comunista d'Italia, e pochi mesi dopo la rivista fu soppressa dal partito. Nel 1926 subì un periodo di confino per un anno a Dorgali in Sardegna dopo il quale, rientrato a Napoli, si dedicò all'attività forense e si sposò.
Durante la seconda guerra mondiale lasciò Napoli tornando come sfollato a Miglionico, suo comune natio, e già nel 1944 organizzò la Federazione comunista di Matera, della quale fu il primo segretario, e nello stesso anno fu tra i fondatori della Camera del Lavoro di Matera. Negli anni del secondo dopoguerra fu tra i protagonisti delle lotte per l'occupazione delle terre da parte dei contadini.
Alle elezioni politiche del 1948 fu eletto alla Camera dei deputati e fu deputato per tre legislature fino al 1963. Fu tra i promotori delle riforme per il risanamento dei Sassi di Matera e per molti anni fu consigliere comunale e provinciale di Matera. Dopo aver lasciato definitivamente la vita politica nei primi anni settanta, morì a Matera nel 1981.